# Zinho Vanheusden
Zinho Vanheusden (* 29. Juli 1999 in Hasselt) ist ein belgischer Fußballspieler. Der Abwehrspieler steht als Leihspieler von Inter Mailand in Diensten des KV Mechelen.

## Karriere

### Vereine
Nachdem Vanheudsen in den Jugendmannschaften von Standard Lüttich gespielt hatte, wechselte er im Sommer 2015 zu Inter Mailand. Nachdem er dort zwei Jahre in den Jugendmannschaften gespielt hatte, wechselte er zur Saison 2017/18 in die erste Mannschaft. Nach einer Kreuzbandverletzung im September 2017 wurde er dort nicht mehr eingesetzt.
Im Winter 2018 wurde er bis Sommer 2019 wieder an Standard Lüttich ausgeliehen. Infolge einer Knieverletzung endete für ihn die Saison 2018/19 am 28. April 2019. Dennoch wurde am 28. Juni 2019 vereinbart, dass Vanheusden für eine Ablöse von 12,8 Millionen Euro dauerhaft nach Lüttich wechselt und der Vertrag mit Mailand aufgelöst wurde. Inter Mailand hatte bis zum Ende der Saison 2020/21 eine Rückkauf-Option bei Zahlung einer Ablöse von 18 Millionen.
Am 22. September 2019 stand Vanheusden nach seiner Verletzung im Ligaspiel gegen die KAS Eupen das erste Mal wieder auf dem Platz. Er spielte dabei direkt während des gesamten Spieles. Danach wurde er regelmäßig in der Saison 2019/20 eingesetzt und kam bis zum Abbruch der Saison infolge der COVID-19-Pandemie auf 20 von 29 möglichen Ligaspielen. Beim Ligaspiel am 1. November 2020 gegen den KV Ostende erlitt er einen Kreuzbandriss am Knie. Der erwartete Ausfall von sechs Monaten bestätigte sich. Sein nächstes Spiel war in den Play-offs am 13. Mai 2021 gegen den KV Mechelen. In der gesamten Saison bestritt Vanheusden 12 von 40 möglichen Ligaspielen sowie fünf Europapokalspielen für Standard.
Zur Saison 2021/22 wechselte Vanheusden zurück zu Inter Mailand, die ihre Rückkauf-Option nutzten. Ohne dass er ein Spiel für Mailand absolviert hatte, wurde er für die erste Saison an den Ligakonkurrenten CFC Genua verliehen.
Auch im darauffolgenden Jahr wurde er verliehen: Der AZ Alkmaar sicherte sich die Dienste des Belgiers für die Saison 2022/23. Auch aufgrund von Verletzungen kam er nur zu 7 Einsätzen in 34 möglichen Spielen sowie einem Spiel in der Conference League. Mitte Juli 2023 wurde er vor Beginn des Spielbetriebes in Italien für die Saison 2023/24 an seinen früheren Verein Standard Lüttich mit einer Kaufoption verliehen. Dort bestritt er 22 von 40 möglichen Ligaspielen und zwei Pokalspiele. Von Anfang März bis Mitte Mai 2024 fiel er wegen eines Leistenbruchs aus.
Erneut kehrte er nach Mailand zurück und wurde Ende Juli 2024, ohne ein Spiel für Mailand absolviert zu haben, für die Saison 2024/25 erneut in die belgische Division 1A, diesmal an KV Mechelen mit anschließender Kaufoption verlieren. Aufgrund eines Leistenbruchs bestritt er nur 2 von 40 möglichen Ligaspielen und ein Pokalspiel für Mechelen.

### Nationalmannschaft
Vanheudsen spielte in mehreren belgischen Junioren-Nationalmannschaften. Am 8. Oktober 2020 spielte er zum ersten Mal beim Testspiel gegen die Elfenbeinküste in der A-Nationalmannschaft.